# Sentier de grande randonnée 221
Ne doit pas être confondu avec le GR 221 à Majorque
Le sentier de grande randonnée 221 (GR 221), en France, relie Coutances (Manche) à Pont-d'Ouilly (Calvados) 
en passant par Saint-Lô et Condé-sur-Noireau, sur une longueur de 176 kilomètres.
La variante 221a relie Saint-Martin-de-Sallen à Saint-Jean-le-Blanc dans le Calvados.
La variante 221c relie Roucamps à Caen dans le Calvados.
Homonymie : il existe un autre GR 221 en Espagne, dans l'île de Majorque (la Route de la pierre sèche).

## Parcours
Cet itinéraire est peu exigeant et traverse des collines bocagères et des vallées peu encaissées. Dans le bocage Virois (Calvados), le GR 221 a un tronçon commun avec le chemin de Caen au Mont-Saint-Michel[à développer].
Dans la Manche :

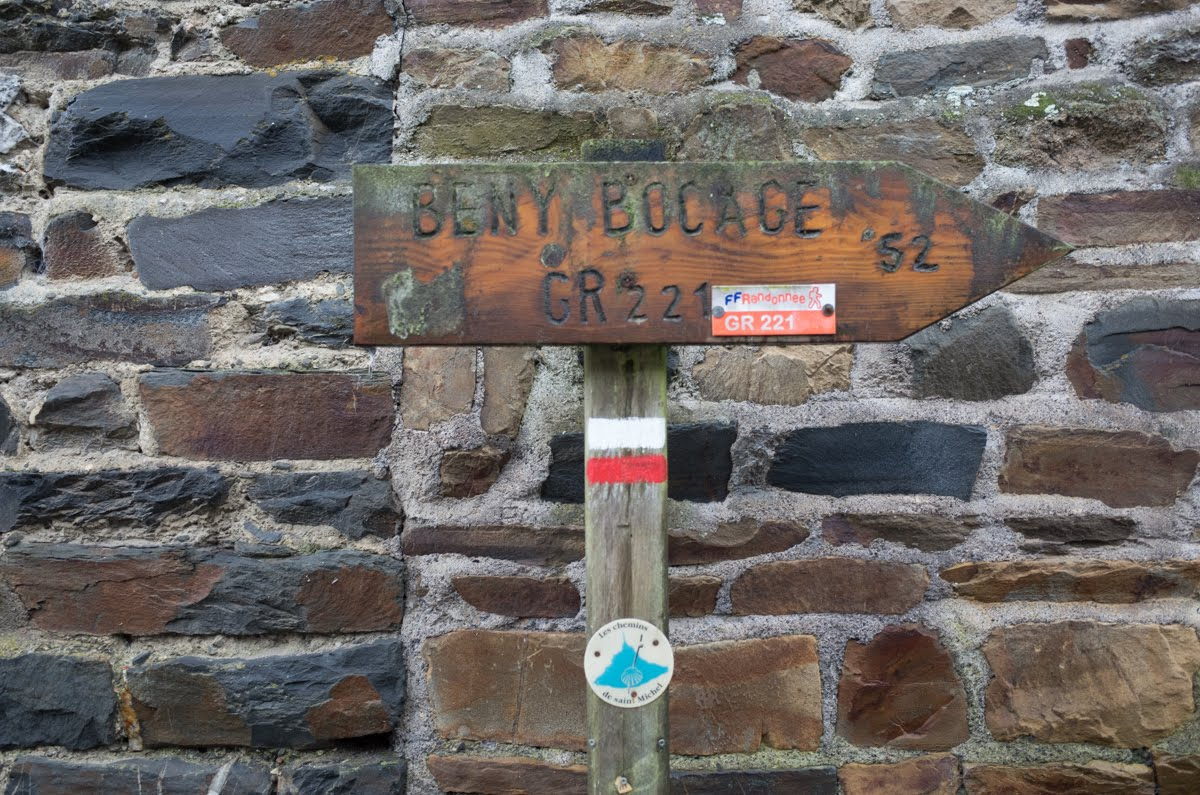
Panneau de balisage près de Pont-d'Ouilly

- Coutances. Le départ du GR se situe sur le parvis de la cathédrale.
- Courcy
- Belval
- Montpinchon
- Cerisy-la-Salle
- Pont-Brocard
- Quibou
- Canisy
- Saint-Lô
- Baudre
- La Barre-de-Semilly
- Saint-Pierre-de-Semilly
- Saint-Jean-des-Baisants
- La Chapelle-du-Fest
- Torigni-sur-Vire
- Les Roches de Ham
- La Chapelle-sur-Vire
- Tessy-sur-Vire
- Pont-Farcy

Dans le Calvados :
- Sainte-Marie-Outre-l'Eau
- Saint-Martin-Don
- Le viaduc de la Souleuvre
- Le Bény-Bocage
- Le château de Pontécoulant
- Condé-sur-Noireau où il rejoint le GR 226
- Pont-d'Ouilly où il rejoint le GR 36

Le GR 221a passe par :
- Danvou-la-Ferrière
- La Ferrière-Duval
- Saint-Martin-de-Sallen où il rejoint le GR 36
- Roucamps

Le GR 221c passe par :
- Roucamps
- Aunay-sur-Odon
- Épinay-sur-Odon
- Parfouru-sur-Odon
- Tourville-sur-Odon
- Verson
- Bretteville-sur-Odon
- Caen

### Connexions avec les GR de Pays
Le GR 221 croise et emprunte des tronçons communs avec les GR de Pays suivants :
- « Les trésors cachés de Coutances »
- « entre Vire et Bocage »
- « GRP du Bocage Virois »
- « Tour de la Suisse Normande »